# Jim Ard
Jimmie Lee Ard (ur. 9 września 1948 w Seattle) – amerykański koszykarz, występujący na pozycjach skrzydłowego oraz środkowego, mistrz NBA z 1976.

## Osiągnięcia
NCAA
- Zawodnik roku konferencji Missouri Valley (MVC – 1970)[2]
- Zaliczony do:
  - I składu MVC (1968–1970)
  - składu honorable mention All-America (1970 przez Associated Press, United Press International)
  - Galerii Sław Sportu uczelni Cincinnati – University of Cincinnati Athletics Hall of Fame (1996)

NBA
- Mistrz NBA (1976)[1]

ABA
- Wicemistrz ABA (1972)